# John Mason Good
John Mason Good (Epping, Essex, 25 de mayo de 1764– Shepperton, Middlesex, 2 de enero de 1827), médico, escritor y humanista inglés.
Tras estudiar en Romsey bajo la supervisión de su padre, el reverendo Peter Good, aprendió cirugía y farmacia en Gosport. En 1783 vino a Londres para proseguir sus estudios de Medicina. En el otoño de 1784 empezó sus prácticas como cirujano en Sudbury, Suffolk. Allí conoció a Nathan Drake, un escritor estudioso de Shakespeare. 
En 1793 abandonó Londres para empezar a establecerse como cirujano y farmacéutico, pero como estos negocios le fueron mal empezó a interesarse por la literatura y a hacer contribuciones a la Analytical y Critical Review y al British y Monthly Magazine y otros periódicos y revistas, escribiendo largo número de obras sobre materia médica y religiosa. En 1794 fue nombrado miembro de la British Pharmaceutical Society, y desde allí, y por medio de la publicación de A History of Medicine (1795) provocó una reforma de la profesión de farmacéutico. En 1820 obtuvo el diploma de doctor en Medicina por el Marischal College de la Universidad de Aberdeen. Murió en Shepperton, Middlesex, el 2 de enero de 1827.
Fue hombre políglota y muy versado en lenguas y literaturas clásicas y modernas; incluso conocía el parsi, el árabe y el hebreo. Sus obras en prosa despliegan una portentosa erudición, si bien su estilo es algo tedioso. Algo mejor es su poesía. Su traducción y versión bilingüe de Lucrecio, The Nature of Things (1805-1807), contiene elaboradas notas explanatorias y es importante para la literatura comparada por los pasajes paralelos que aduce de autores de literaturas europeas y asiáticas. 